# تپه محمود علی
تپه محمود علی در شهرستان اندیمشک، بخش الوار گرمسیری، دهستان مازو، روستای محمود علی واقع شده و این اثر در تاریخ ۲۵ آبان ۱۳۸۷ با شمارهٔ ثبت ۲۳۸۷۴ به‌عنوان یکی از آثار ملی ایران به ثبت رسیده است.